# Anton Pichler
Anton Pichler (ur. 4 października 1955 w Weiz) – piłkarz austriacki grający na pozycji obrońcy.

## Kariera klubowa
Prawie całą swoją karierę piłkarską Pichler spędził w klubie Sturm Graz. W sezonie 1974/1975 zadebiutował w jego barwach w austriackiej Bundeslidze za trenerskiej kadencji Karla Schlechty i od czasu debiutu był podstawowym zawodnikiem Sturmu. W sezonie 1980/1981 wywalczył ze Sturmem wicemistrzostwo Austrii. W latach 1975, 1979, 1982 i 1984 wraz z klubem z Grazu dochodził do ćwierćfinałów Pucharu UEFA. Karierę piłkarską zakończył w 1988 roku jako piłkarz SKN St. Pölten. W barwach Sturmu rozegrał 420 meczów i strzelił 25 goli w rozgrywkach ligowych.
| Sezon   | Klub           | Kraj    | Rozgrywki  | Mecze | Bramki |
| ------- | -------------- | ------- | ---------- | ----- | ------ |
| 1974/75 | Sturm Graz     | Austria | Bundesliga | 33    | 2      |
| 1975/76 | Sturm Graz     | Austria | Bundesliga | 34    | 2      |
| 1976/77 | Sturm Graz     | Austria | Bundesliga | 32    | 2      |
| 1977/78 | Sturm Graz     | Austria | Bundesliga | 36    | 4      |
| 1978/79 | Sturm Graz     | Austria | Bundesliga | 36    | 3      |
| 1979/80 | Sturm Graz     | Austria | Bundesliga | 36    | 0      |
| 1980/81 | Sturm Graz     | Austria | Bundesliga | 32    | 1      |
| 1981/82 | Sturm Graz     | Austria | Bundesliga | 36    | 2      |
| 1982/83 | Sturm Graz     | Austria | Bundesliga | 26    | 1      |
| 1983/84 | Sturm Graz     | Austria | Bundesliga | 29    | 3      |
| 1984/85 | Sturm Graz     | Austria | Bundesliga | 28    | 4      |
| 1985/86 | Sturm Graz     | Austria | Bundesliga | 35    | 1      |
| 1986/87 | Sturm Graz     | Austria | Bundesliga | 17    | 0      |
| 1987/88 | SKN St. Pölten | Austria | Bundesliga | 4     | 0      |

## Kariera reprezentacyjna
W reprezentacji Austrii Pichler zadebiutował 15 grudnia 1976 roku w wygranym 3:1 towarzyskim spotkaniu z Izraelem. W 1982 roku był w kadrze Austrii na Mundialu w Hiszpanii. Na tym turnieju zagrał w jednym meczu, z Irlandią Północną (2:2). Od 1976 do 1985 roku rozegrał w kadrze narodowej 11 meczów.